# Windows Media Video
Windows Media Video (WMV) è il nome generico per una serie di tecnologie proprietarie sviluppate da Microsoft per lo streaming di file video. Fa parte della piattaforma Windows Media. A partire dalla versione 7 (WMV1), Microsoft ha usato una sua versione modificata dello standard MPEG-4. Lo stream video è spesso abbinato a quello audio di Windows Media Audio.
I file WMV sono riproducibili con Windows Media Player su sistemi operativi Microsoft Windows e Macintosh. Esistono anche player di terze parti, come MPlayer per Linux, che riproduce file WMV usando l'implementazione FFmpeg del codec di WMV, non sempre riuscendoci, in quanto le specifiche di codifica e di decodifica non sono sempre pubbliche (il VC-1 è uno standard, ma Windows Media Video usa anche altri codec video).
I Video WMV possono essere incorporati in contenitori di formato Audio Video Interleave (AVI) o Advanced Streaming Format (ASF), a formare file chiamati .avi o .asf rispettivamente (in quest'ultimo caso il contenuto può essere soltanto audio e video).
Di solito WMV utilizza il contenitore AVI quando si usa per la codifica Windows Media Video 9 VCM per Windows. Microsoft's Windows Media Player per Mac, invece, supporta solo il contenitore ASF.
WMV è dotato anche dell'opzione di gestione dei diritti digitali ("Digital rights management").
Microsoft ha sottoposto un codec implementato nella Versione 9 alla Society of Motion Picture and Television Engineers (SMPTE), per l'approvazione come standard internazionale (poi approvato con il nome di VC-1). Questo codec è usato anche per la diffusione della televisione ad alta definizione su DVD in un formato che Microsoft commercializza col marchio WMV HD. Questo formato può essere riprodotto anche su computer o lettori DVD compatibili.